# Curculionellus punctatus
Curculionellus punctatus (лат.) — вид хищных коротконадкрылых жуков рода Curculionellus из подсемейства ощупники (Pselaphinae).

## Распространение
Австралия (Квинсленд и Новый Южный Уэльс).

## Описание
Мелкие коротконадкрылые жуки—ощупники (Pselaphinae). Усики с увеличенными последними четырьмя члениками.
Голова и переднеспинка покрыты микросетчатой скульптурой. Фронтальный рострум головы длинный и выступающий. 4-й членик нижнечелюстных щупиков широкий по всей своей длине; 3-й членик маленький и треугольный; 2-й членик стебельчатый в основании.
Вид был впервые описан в 1865 году энтомологом Р. Л. Кингом (King R. L.) под первоначальным названием Pselaphus punctatus King, 1865. Валидный статус был подтверждён в 2001 году в ходе родовой ревизии американским энтомологом профессором Дональдом С. Чандлером (Chandler Donald S.; University of New Hampshire, Durham, Нью-Гэмпшир, США).
Таксон Curculionellus punctatus включён в отдельный род Curculionellus вместе с видами Curculionellus riparius Raffray, 1900
и Curculionellus semipolitus Schaufuss, 1886 и отнесён к трибе Pselaphini из подсемейства Pselaphinae.